# Perfect Strangers (Deep-Purple-Lied)
Perfect Strangers ist ein Lied der britischen Hardrockband Deep Purple, das 1984 auf dem Reunionalbum Perfect Strangers veröffentlicht wurde und auch als Single erschien.

## Aufnahme, Inhalt und Stil
Perfect Strangers wurde im August des Jahres 1984 in Stowe, Vermont eingespielt. Das Riff stammte aus Ritchie Blackmores Rainbow-Zeiten Anfang der 1980er-Jahre; da er aber damals über keinen passenden Text verfügte, verwendete er es für die Perfect Strangers-Albumsessions. Inhaltlich behandelt der Song eine Reinkarnation; er erzählt von einer Konversation zwischen dem vergangenen und gegenwärtigen Ich, in dem das vergangene Ich von Erinnerungen aus seinem vorigen Leben erzählt. Beide Ichs werden sich aber schlussendlich unbekannt bleiben: „…must remain perfect strangers“.
Perfect Strangers ist eines der wenigen Deep-Purple-Lieder, die kein Gitarrensolo beinhalten. Stattdessen werden in der Bridge und in der Coda chromatische Gitarrenrhythmen mit Taktwechseln gespielt; diese wechselnden Takte werden vom Schlagzeuger passend unterstützt. Unabhängig davon ist es Blackmores Lieblingssong von Deep Purple. Das Titelthema des Songs ist ein anschauliches Beispiel für reine Moll-Pentatonik.

## Liveaufführungen
Perfect Strangers befindet sich seit 1984 im Liveprogramm der Band und wurde auf zahlreichen Kompilationen, Best-of-Alben und Livealben veröffentlicht.

## Erfolg und Würdigung

### Charts
Die Single Perfect Strangers erreichte 1984 den 12. Platz in den US Billboard Mainstream Rock Tracks sowie 1985 den 48. Platz in den UK Top 75 Single Charts.

### Soundtrack
Der Song wurde als Soundtrack in Miami Vice verwendet.

### Coverversionen
Perfect Strangers wurde seit seinem Erscheinen von diversen Interpreten gecovert:
- Dream Theater mit Bruce Dickinson auf einer BBC Live Show
- Dimmu Borgir auf ihrem Album Abrahadabra
- Dream Theater auf deren Album A Change of Seasons
- Jørn Lande auf dem Album Unlocking the Past.
- Timo Kotipelto und Jani Liimatainen auf deren Album Blackoustic.
- Pretty Maids auf deren Album Wake Up To the Real World

### Diverses
Der Song wird durch den Extreme Championship Wrestling Wrestler „The Franchise“ Shane Douglas als Eröffnungsmelodie verwendet. Desgleichen benutzte er diverse Ausschnitte für seine Auftritte in den World Championship Wrestling und Total Nonstop Action Wrestling.